# Gaston Relens
Gaston Relens (Mechelen, 9 maart 1909 – Schaarbeek, 4 juni 2011) was een Belgische kunstschilder, die werkte in Schaarbeek. Hij was een leerling van Gustave Van de Woestyne aan de Academie van Mechelen (1930 – 1935) en van Anto Carte aan de Academie van Brussel (1936).

## Biografie
Gaston Relens werd opgevoed in Hofstade door zijn aanbeden stiefouders, vader Fons Van Erp en moeder Lies Trouwkens. Hij werd aanvankelijk opgeleid als koperslager. Hij schreef zich evenwel in voor de avondlessen tekenen en schilderen aan de Academie van Mechelen. Vervolgens bezocht hij de Academie van Brussel.
In 1937 behaalde Gaston Relens er de eerste prijs schilderkunst met de grootste onderscheiding en de gouden medaille van de Belgische regering voor zijn doek De slag bij Woeringen. Tijdens de oorlog moet hij gaan werken voor de kost en stopt hij met schilderen tot in 1957. Hij blijft evenwel zeer geïnteresseerd in de schilderkunst, en bezoekt talrijke tentoonstellingen. In die periode werkt hij bij de administratie van de gemeente Hofstade. Later werkt hij bij Eternit in Kapelle-op-den-Bos als technisch  tekenaar. Na zijn huwelijk met Andrée Dongrie in 1947 vestigt hij zich in Schaarbeek. Hij heeft ook gewerkt bij het Ministerie van Defensie. Vanaf 1979 trok hij zich graag terug in de rust van zijn hoeve in Ogy om er te schilderen.
Hij was zeer gevoelig voor het lief en leed van de mensen, wat de keuze van zijn onderwerpen verklaart: het werk op het veld, de eenzaamheid van de blinde mens in de grote stad, de gevaren en bedreigingen van de oorlog, de wisselvalligheden van het maatschappelijk leven, het verloren paradijs, het onveranderlijke ritme van de seizoenen. Aanvankelijk onderging hij de invloed van het expressionisme, maar hij evolueerde al snel naar een magisch realisme en symbolisme. Door zijn fijne kleurschakeringen wordt de realiteit overstegen, omgevormd tot poëzie. 
Hij heeft vaak tentoongesteld, in het bijzonder in Brussel, Gent, Antwerpen, Mechelen, Lier, Genève, Villeneuve d'Ascq en Leiden. Er werden ook twee belangrijke retrospectieve tentoonstellingen georganiseerd, een in Mechelen, in het Cultureel Centrum Antoon Spinoy, van 6 oktober tot 4 november 1990, en een tweede in het stadhuis van Schaarbeek, van 6 tot 30 april 1991.
Gaston Relens woonde in de Bijenkorfstraat 43 te Schaarbeek.